# Пазуха (ботаніка)
Пазуха, зазвичай пазуха листка — верхній кут, утворений листком і стеблом, з якого він росте. Як правило, цей кут гострий, одну з його сторін може формувати черешок або сама листкова пластинка, якщо листок сидячий.
Зазвичай у пазухах листків розташовується одна або кілька пазушних бруньок, що можуть давати початок бічним пагонам (гілкам). У молодих пагонів більшість пазушних бруньок сплячі внаслідок явища апікального домінування. Пазушні бруньки можуть бути також генеративними, тобто такими, з яких розвиваються квіти чи суцвіття.